# Dicranoptycha rubronigra
Dicranoptycha rubronigra är en tvåvingeart som beskrevs av Alexander 1955. Dicranoptycha rubronigra ingår i släktet Dicranoptycha och familjen småharkrankar.
Artens utbredningsområde är Madagaskar. Inga underarter finns listade i Catalogue of Life.